# Barishal (Division)
Die Division Barishal (Bengalisch: বরিশাল বিভাগ, Bariśāl bibhāg), auch Barisal, ist eine von acht Verwaltungseinheiten Bangladeschs, die den Distrikten übergeordnet und nach ihrer jeweilig größten Stadt benannt sind. Die Fläche umfasst 13.295,55 km². Barishal befindet sich im zentralen Süden des Landes. Die Bevölkerungszahl der Division beträgt ca. 9 Mio. Einwohner. Die Verwaltungshauptstadt ist die gleichnamige Stadt Barishal.
Die Division Barishal grenzt im Norden an die benachbarten Verwaltungseinheit Dhaka, im Osten an Chittagong, im Süden an den Golf von Bengalen sowie im Westen an Khulna.
Die am 1. Januar 1993 geschaffene (fünfte) Division setzt sich aus sechs Distrikten zusammen: Barguna, Barishal, Bhola, Jhalokathi, Patuakhali und Pirojpur. Sie hat 12 Stadtverwaltungen und zahlreiche lokale Subverwaltungskategorien.

## Bevölkerungsentwicklung
| Jahr           | Einwohnerzahl |
| -------------- | ------------- |
| Zensus 1991    | 7.462.643     |
| Zensus 2001    | 8.173.718     |
| Zensus 2011    | 8.325.666     |
| Schätzung 2016 | 9.145.000     |